# Historia de un sueño
«Historia de un sueño» es el séptimo sencillo oficial del grupo español La Oreja de Van Gogh y de su tercer material discográfico Lo que te conté mientras te hacías la dormida.

## Información de la canción
Según palabras de Amaia, dice que la canción habla sobre la historia de una niña que, cierta noche, recibe la visita de su madre que murió repentinamente y no pudo despedirse de ella. Historia de un sueño es una nana popera, de calibre tranquilo y letra muy conmovedora. Sus acordes a ritmo de vals traen recuerdos de estrella fugaces y de noches furiosas.

## Promoción
Esta canción no ha sido muy promocionada debido a que el grupo estaba ya centrado en su siguiente álbum, y las radios estaban algo saturadas de un trabajo que iba ya por el séptimo sencillo.

## Sencillo en CD
Este sencillo salió exclusivamente en versión promocional, incluyendo únicamente la versión del álbum de la canción. Supone la séptima y última travesía musical que se desprende de Lo que te conté mientras te hacías la dormida.
- Datos: Q5899910